# تصدیق تالی
مغالطهٔ تصدیق تالی که با عباراتوضع تالی، خطای عکس، یا کافی شمردن لازم هم شناخته می‌شود، یکی از انواع مغالطه است که در آن مغالطه‌کننده از برقراری «آ آنگاه ب» و درستی «ب» (تالی)، درستی «آ» را نتیجه‌گیری می‌کند. این مغالطه از برعکس در نظر گرفتن رابطهٔ علّی بین «آ» و «ب» ناشی می‌شود.
نمونه:
اگر حیوانی سگ باشد، پس چهار پا دارد.
گربه حیوانی است که چهار پا دارد.
پس گربه سگ است.